# Sergiusz Kłaczkow
Sergiusz Kłaczkow (ur. 12 września 1922 w Łodzi, zm. 3 marca 2002 w Warszawie) – dziennikarz, redaktor naczelny „Głosu Robotniczego”, prezes Towarzystwa Przyjaciół Łodzi.

## Życiorys
Kłaczkow w 1940 został wywieziony na roboty przymusowe do Prus Wschodnich, z których uciekł i powrócił do Łodzi, gdzie mieszkał i pracował oraz zaangażował się w konspirację w ramach Armii Krajowej. W marcu 1944 został aresztowany przez gestapo i zesłany do obozu koncentracyjnego w Groß-Rosen, następnie przebywał także w obozach: Hartmansdorf, Buchenwald i Leitmeritz, z którego został wyzwolony 9 maja 1945. Po powrocie do Łodzi w 1947 uzyskał świadectwo dojrzałości, podjął studia na Uniwersytecie Łódzkim z filozofii w zakresie filologii niemieckiej, ukończone w 1952 oraz podjął naukę w dwuletnim Studium Dziennikarskim. Po wojnie pracował jako pomocnik biurowy w Fabryce Maszyn K. Drzewińskiego w Łodzi, a od 1948 pracował jako dziennikarz – początkowo „Expressu Ilustrowanego” i „Dziennika Łódzkiego”, następnie był sekretarzem (1959–1964), zastępcą redaktora naczelnego (1964–1966) i redaktorem naczelnym (1966–1974) Głosu Robotniczego. W latach 1974–1978 był redaktorem naczelnym Centralnej Agencji Fotograficznej, a w latach 1976–1978 także tygodnika „Argumenty”.
W latach 1967–1972 sprawował funkcję prezesa Towarzystwa Przyjaciół Łodzi. Od 1978 był sekretarzem Międzynarodowej Organizacji Dziennikarzy w Pradze. Ponadto był członkiem Stowarzyszenia Dziennikarzy Polskich, gdzie należał do Zarządu Oddziału (1956–1958), Naczelnego Sądu Dziennikarskiego (1968–1971), Zarządu Głównego oraz był przewodniczącym Komisji Zagranicznej Zarządu Głównego (1974–1978).  Spoczywa na cmentarzu rzymskokatolickim „Zarzew” w Łodzi (kwartał 78, rząd 3, grób 8).

## Odznaczenia
- Medal 10–lecia Polski Ludowej[5].
- Odznaka "Za zasługi dla rozwoju prasy polskiej i Stowarzyszenia Dziennikarzy Polskich" (1974)[6]